# IJshockey op de Olympische Winterspelen 1992
IJshockey is een van de sporten die beoefend werden tijdens de Olympische Winterspelen 1992 in Albertville, Frankrijk. Hiervoor werd in het wintersportgebied Méribel de ijsbaan van Méribel gebouwd. Er namen 12 landen deel; de 8 landen die deelnamen aan het A-WK 1991, de 2 beste landen van het B-WK 1991, gastland Frankrijk (nummer 3 B-WK) en de winnaar van de kwalificatiewedstrijden tussen de nummer 4 van het B-WK Polen, en de winnaar van het C-WK Denemarken. De uitslagen van deze kwalificatiewedstrijden: eerste wedstrijd Denemarken-Polen 4-6, tweede wedstrijd Polen-Denemarken 9-5, hierdoor Polen als 12de land geplaatst.

## Heren

### Voorronde

#### Groep A
| datum       |  | land             | score | land             |
| ----------- |  | ---------------- | ----- | ---------------- |
| 9 februari  |  | Zweden           | 7 - 2 | Polen            |
| 9 februari  |  | Finland          | 5 - 1 | Duitsland        |
| 9 februari  |  | Verenigde Staten | 6 - 3 | Italië           |
| 11 februari |  | Finland          | 9 - 1 | Polen            |
| 11 februari |  | Verenigde Staten | 2 - 0 | Duitsland        |
| 11 februari |  | Zweden           | 7 - 3 | Italië           |
| 13 februari |  | Italië           | 7 - 1 | Polen            |
| 13 februari |  | Verenigde Staten | 4 - 1 | Finland          |
| 13 februari |  | Zweden           | 3 - 1 | Duitsland        |
| 15 februari |  | Duitsland        | 5 - 2 | Italië           |
| 15 februari |  | Zweden           | 2 - 2 | Finland          |
| 15 februari |  | Verenigde Staten | 3 - 0 | Polen            |
| 17 februari |  | Duitsland        | 4 - 0 | Polen            |
| 17 februari |  | Finland          | 5 - 3 | Italië           |
| 17 februari |  | Zweden           | 3 - 3 | Verenigde Staten |

|   | land             | Gs | W | G | V | F  | A  | Ptn |
| - | ---------------- | -- | - | - | - | -- | -- | --- |
| 1 | Verenigde Staten | 5  | 4 | 1 | 0 | 18 | 7  | 9   |
| 2 | Zweden           | 5  | 3 | 2 | 0 | 22 | 11 | 8   |
| 3 | Finland          | 5  | 3 | 1 | 1 | 22 | 11 | 7   |
| 4 | Duitsland        | 5  | 2 | 0 | 3 | 11 | 12 | 4   |
| 5 | Italië           | 5  | 1 | 0 | 4 | 18 | 24 | 2   |
| 6 | Polen            | 5  | 0 | 0 | 5 | 4  | 30 | 0   |

#### Groep B
| datum       |  | land              | score  | land              |
| ----------- |  | ----------------- | ------ | ----------------- |
| 8 februari  |  | Frankrijk         | 2 - 3  | Canada            |
| 8 februari  |  | Tsjecho-Slowakije | 10 - 1 | Noorwegen         |
| 8 februari  |  | Gezamenlijk team  | 8 - 1  | Zwitserland       |
| 10 februari |  | Gezamenlijk team  | 8 - 1  | Noorwegen         |
| 10 februari |  | Frankrijk         | 4 - 6  | Tsjecho-Slowakije |
| 10 februari |  | Canada            | 6 - 1  | Zwitserland       |
| 12 februari |  | Canada            | 10 - 0 | Noorwegen         |
| 12 februari |  | Frankrijk         | 4 - 3  | Zwitserland       |
| 12 februari |  | Gezamenlijk team  | 3 - 4  | Tsjecho-Slowakije |
| 14 februari |  | Frankrijk         | 0 - 8  | Gezamenlijk team  |
| 14 februari |  | Zwitserland       | 6 - 3  | Noorwegen         |
| 14 februari |  | Canada            | 5 - 1  | Tsjecho-Slowakije |
| 16 februari |  | Frankrijk         | 4 - 2  | Noorwegen         |
| 16 februari |  | Tsjecho-Slowakije | 4 - 2  | Zwitserland       |
| 16 februari |  | Gezamenlijk team  | 5 - 4  | Canada            |

|   | land              | Gs | W | G | V | F  | A  | Ptn |
| - | ----------------- | -- | - | - | - | -- | -- | --- |
| 1 | Canada            | 5  | 4 | 0 | 1 | 28 | 9  | 8   |
| 2 | Gezamenlijk team  | 5  | 4 | 0 | 1 | 32 | 10 | 8   |
| 3 | Tsjecho-Slowakije | 5  | 4 | 0 | 1 | 25 | 15 | 8   |
| 4 | Frankrijk         | 5  | 2 | 0 | 3 | 14 | 22 | 4   |
| 5 | Zwitserland       | 5  | 1 | 0 | 4 | 13 | 25 | 2   |
| 6 | Noorwegen         | 5  | 0 | 0 | 5 | 7  | 38 | 0   |

### 9e t/m 12e plaats

#### 1e ronde
| datum       |  | land        | score | land      |
| ----------- |  | ----------- | ----- | --------- |
| 18 februari |  | Italië      | 3 - 5 | Noorwegen |
| 19 februari |  | Zwitserland | 7 - 2 | Polen     |

#### 11e en 12e plaats
| datum       |  | land   | score | land  |
| ----------- |  | ------ | ----- | ----- |
| 20 februari |  | Italië | 1 - 4 | Polen |

#### 9e en 10e plaats
| datum       |  | land        | score | land      |
| ----------- |  | ----------- | ----- | --------- |
| 21 februari |  | Zwitserland | 2 - 5 | Noorwegen |

### Kwartfinales
| datum       |  | land             | score | land              |
| ----------- |  | ---------------- | ----- | ----------------- |
| 20 februari |  | Canada           | 4 - 3 | Duitsland         |
| 20 februari |  | Frankrijk        | 1 - 4 | Verenigde Staten  |
| 20 februari |  | Gezamenlijk team | 6 - 1 | Finland           |
| 20 februari |  | Zweden           | 1 - 3 | Tsjecho-Slowakije |

### 5e t/m 8e plaats

#### 1e ronde
| datum       |  | land      | score | land      |
| ----------- |  | --------- | ----- | --------- |
| 21 februari |  | Frankrijk | 4 - 5 | Duitsland |
| 21 februari |  | Zweden    | 3 - 2 | Finland   |

#### 7e en 8e plaats
| datum       |  | land      | score | land    |
| ----------- |  | --------- | ----- | ------- |
| 22 februari |  | Frankrijk | 1 - 4 | Finland |

#### 5e en 6e plaats
| datum       |  | land   | score | land      |
| ----------- |  | ------ | ----- | --------- |
| 22 februari |  | Zweden | 4 - 3 | Duitsland |

### Halve Finales
| datum       |  | land             | score | land              |
| ----------- |  | ---------------- | ----- | ----------------- |
| 21 februari |  | Canada           | 4 - 2 | Tsjecho-Slowakije |
| 21 februari |  | Gezamenlijk team | 5 - 2 | Verenigde Staten  |

### Bronzen Finale
| datum       |  | land              | score | land             |
| ----------- |  | ----------------- | ----- | ---------------- |
| 22 februari |  | Tsjecho-Slowakije | 6 - 1 | Verenigde Staten |

### Finale
| datum       |  | land             | score | land   |
| ----------- |  | ---------------- | ----- | ------ |
| 23 februari |  | Gezamenlijk team | 3 - 1 | Canada |

### Eindrangschikking
| Goud | Zilver | Brons | 4 |
| Gezamenlijk team Sergej Baoetin Igor Boldin Nikolaj Borsjtsjevski Vjatsjeslav Boetsajev Vjatsjeslav Bykov Jevgeni Davydov Darius Kasparaitis Joeri Chmyljov Andrej Chomoetov Andrej Kovalenko Aleksej Kovaljov Igor Kravtsjoek Vladimir Malachov Dmitri Mironov Sergej Petrenko Vitali Prochorov Michail Sjtalenkov Andrej Trefilov Aleksej Zjamnov Dmitri Joesjkevitsj Aleksej Zjitnik Sergej Zoebov | Canada Dave Archibald Todd Brost Sean Burke Kevin Dahl Curt Giles Dave Hannan Gordon Hynes Fabian Joseph Joe Juneau Trevor Kidd Patrick Lebeau Chris Lindberg Eric Lindros Kent Manderville Adrian Plavsic Dan Ratushny Brad Schlegel Wally Schreiber Randy Smith Dave Tippett Brian Tutt Jason Wooley                                                      | Tsjecho-Slowakije Patrik Augusta Petr Bříza Leo Gudas Miloslav Hořava Petr Hrbek Otakar Janecký Tomáš Jelínek Drahomír Kadlec Kamil Kašťák Robert Lang Igor Liba Ladislav Lubina František Procházka Petr Rosol Bedřich Ščerban Jiří Šlégr Richard Šmehlík Róbert Švehla Oldřich Svoboda Radek Ťoupal Peter Veselovský Richard Žemlička                                        | Verenigde Staten Greg Brown Clark Donatelli Ted Donato Ted Drury David Emma Scott Gordon Guy Gosselin Bret Hedican Steve Heinze Sean Hill Jim Johannson Scott Lachance Ray LeBlanc Moe Mantha Shawn McEachern Marty McInnis Joe Sacco Tim Sweeney Keith Tkachuk Dave Tretowicz C. J. Young Scott Young                                                         |
| 5 | 6 | 7 | 8 |
| Zweden Peter Andersson I Peter Andersson II Charles Berglund Patrik Carnbäck Lars Edström Patrik Erickson Bengt-Åke Gustavsson Mikael Johansson Kenneth Kennholt Patric Kjellberg Petri Liimatainen Håkan Loob Mats Näslund Roger Nordström Peter Ottosson Thomas Rundqvist Daniel Rydmark Börje Salming Tommy Sjödin Tommy Söderström Fredrik Stillman Jan Viktorsson                                | Duitsland Richard Amann Thomas Brandl Andreas Brockmann Helmut de Raaf Peter Draisaitl Ron Fischer Karl Friesen Dieter Hegen Michael Heidt Josef Heiß Ulrich Hiemer Raimond Hilger Georg Holzmann Axel Kammerer Udo Kießling Ernst Köpf, Jr. Jörg Mayr Andreas Niederberger Jürgen Rumrich Michael Rumrich Michael Schmidt Bernd Truntschka Gerd Truntschka | Finland Timo Blomqvist Kari Eloranta Raimo Helminen Hannu Järvenpää Timo Jutila Markus Ketterer Janne Laukkanen Harri Laurila Jari Lindroos Mikko Mäkelä Mika Nieminen Timo Peltomaa Arto Ruotanen Timo Saarikoski Simo Saarinen Keijo Säilynoja Teemu Selänne Ville Sirén Petri Skriko Raimo Summanen Jukka Tammi Pekka Tuomisto                                              | Frankrijk Peter Almasy Michaël Babin Stéphane Barin Stéphane Botteri Philippe Bozon Arnaud Briand Yves Crettenand Jean-Marc Djian Patrick Dunn Gérald Guennelon Benoît Laporte Michel Leblanc Jean-Philippe Lemoine Pascal Margerit Denis Perez Serge Poudrier Christian Pouget Pierre Pousse Antoine Richer Bruno Saunier Christophe Ville Petri Ylönen       |
| 9 | 10 | 11 | 12 |
| Noorwegen Steve Allman Morgan Andersen Arne Billkvam Ole-Eskild Dahlstrøm Jan-Roar Fagerli Jarle Friis Martin Friis Rune Gulliksen Carl Gunnar Gundersen Geir Hoff Tommy Jakobsen Tom Johansen Jon-Magne Karlstad Erik Kristiansen Ørjan Løvdal Jim Marthinsen Øystein Olsen Eirik Paulsen Marius Rath Petter Salsten Rob Schistad Kim Søgaard Petter Thoresen                                        | Zwitserland Reto Pavoni Manuele Celio Renato Tosio Samuel Balmer Sandro Bertaggia Sven Leuenberger Patrice Brasey Doug Honegger Dino Kessler Andreas Beutler André Künzi Jörg Eberle Alfred Lüthi Andy Ton Patrick Howald Gil Montandon Thomas Vrabec Mario Brodmann Mario Rottaris Keith Fair André Rötheli Peter Jaks                                     | Polen Gabriel Samolej Marek Batkiewicz Mariusz Kieca Kazimierz Jurek Henryk Gruth Rafał Sroka Robert Szopiński Dariusz Garbocz Marek Cholewa Jerzy Sobera Andrzej Kądziołka Krzysztof Kuźniecow Andrzej Świstak Mariusz Puzio Janusz Hajnos Mirosław Tomasik Waldemar Klisiak Dariusz Platek Janusz Adamiec Krzysztof Bujar Mariusz Czerkawski Wojciech Tkacz Sławomir Wieloch | Italië David Delfino Michael Zanier Giocondo Camazzola Robert Manno Toni Circelli Mike De Angelis Bill Stewart Giovanni Marchetti Georg Comploi Robert Oberrauch Giuseppe Foglietta Santino Pellegrino Rick Morocco Martino Soracreppa Ivano Zanatta John Vecchiarelli Emilio Iovio Robert Ginnetti Marco Scapinello Lucio Topatigh Frank Nigro Bruno Zarrillo |

Antwerpen 1920 · 
Chamonix 1924 · 
St. Moritz 1928 · 
Lake Placid 1932 · 
Garmisch-Partenkirchen 1936 · 
St. Moritz 1948 · 
Oslo 1952 · 
Cortina d'Ampezzo 1956 · 
Squaw Valley 1960 · 
Innsbruck 1964 · 
Grenoble 1968 · 
Sapporo 1972 · 
Innsbruck 1976 · 
Lake Placid 1980 · 
Sarajevo 1984 · 
Calgary 1988 · 
Albertville 1992 · 
Lillehammer 1994 · 
Nagano 1998 · 
Salt Lake City 2002 · 
Turijn 2006 · 
Vancouver 2010 · 
Sotsji 2014 · 
Pyeongchang 2018 · 
Peking 2022

Lijst van olympische medaillewinnaars
Alpineskiën · Biatlon · Bobsleeën · Curling (demonstratie) · Freestyleskiën · Kunstrijden · Langlaufen · Noordse combinatie · Rodelen · Schaatsen · Schansspringen · Shorttrack · Speedskiën (demonstratie) · IJshockey